# 乌姆·库拉大学
21°19′31″N 39°56′42″E / 21.3254°N 39.9451°E
乌姆·库拉大学（阿拉伯语：‎ ）是一座位於沙特阿拉伯麥加的公立大學，因坐落於麥加而在伊斯蘭世界中有極高的聲望，是由國家行政命令規定，將1949年由首任國王創建的一所大學與其他學院合併後形成的大學。1971年曾併入阿卜杜勒阿齊茲國王大學。
最初大學只教授伊斯蘭法和阿拉伯語，後來也開始提供商學、市場學、工程學、醫學、建築學、教育學等內容。
該大學與普渡大學、塔夫斯大學及倫敦大學國王學院有交換生項目。

## 外部連結
- Umm Al-Qura's Official website